# Республика Конго на летних Олимпийских играх 1984
Народная Республика Конго принимала участие в Летних Олимпийских играх 1984 года в Лос-Анджелесе (США) в четвёртый раз за свою историю, но не завоевала ни одной медали.

## Результаты соревнований

### Дзюдо
Спортсменов — 3
Мужчины
| Спортсмен      | Категория | 1/32               | 1/16                                                     | 1/8                                                  | Четвертьфиналы     | Полуфиналы         | За 3 место Финал   | Место |
| Спортсмен      | Категория | Соперник Результат | Соперник Результат                                       | Соперник Результат                                   | Соперник Результат | Соперник Результат | Соперник Результат | Место |
| -------------- | --------- | ------------------ | -------------------------------------------------------- | ---------------------------------------------------- | ------------------ | ------------------ | ------------------ | ----- |
| Бьенвеню Мбида | До 65 кг  |                    | Хуан Чалас (DOM) Поб. Фусэн-гаси, 0:00                   | Константин Никулае (ROM) Пор. Татэ-сихо-гатамэ, 3:55 | Не прошёл          | Не прошёл          | Не прошёл          | 14    |
| Кристоф Вого   | До 78 кг  |                    | Хорхе Боннет (PUR) Пор. Ути-мата/кузрэ-кэса-гатамэ, 2:47 | Не прошёл                                            | Не прошёл          | Не прошёл          | Не прошёл          | 20    |
| Серафин Окуака | До 86 кг  |                    | Чан Шоучунь (TPE) Пор. Ути-ната, 2:44                    | Не прошёл                                            | Не прошёл          | Не прошёл          | Не прошёл          | 18    |

### Лёгкая атлетика
Спортсменов — 7
Мужчины
| Дисциплина                         | Спортсмен                                                  | Предварительный раунд | Предварительный раунд | Четвертьфиналы       | Четвертьфиналы       | Полуфиналы            | Полуфиналы            | Финал                 | Финал                 |
| Дисциплина                         | Спортсмен                                                  | Время                 | Место                 | Время                | Место                | Время                 | Место                 | Время                 | Место                 |
| ---------------------------------- | ---------------------------------------------------------- | --------------------- | --------------------- | -------------------- | -------------------- | --------------------- | --------------------- | --------------------- | --------------------- |
| бег на 100 метров                  | Анри Ндинга                                                | 10,66                 | 42                    | Завершил выступление | Завершил выступление | Завершил выступление  | Завершил выступление  | Завершил выступление  | Завершил выступление  |
| бег на 200 метров                  | Антуан Кьякуама                                            | 21,75                 | 50                    | Завершил выступление | Завершил выступление | Завершил выступление  | Завершил выступление  | Завершил выступление  | Завершил выступление  |
| бег на 400 метров                  | Жан-Дидьяс Бему                                            | 47,26                 | 45                    | Завершил выступление | Завершил выступление | Завершил выступление  | Завершил выступление  | Завершил выступление  | Завершил выступление  |
| бег на 3000 метров с препятствиями | Эммануэль М’Пьо                                            | 9:05,58 NR            | 32                    | Не проводится        | Не проводится        | Завершил выступление  | Завершил выступление  | Завершил выступление  | Завершил выступление  |
| эстафета 4×100 метров              | Теофиль Нкунку Анри Ндинга Антуан Кьякуама Жан-Дидьяс Бему | 40,74                 | 18                    | Не проводится        | Не проводится        | Завершили выступление | Завершили выступление | Завершили выступление | Завершили выступление |

Женщины
| Дисциплина        | Спортсменка      | Предварительный раунд | Предварительный раунд | Четвертьфиналы | Четвертьфиналы | Полуфиналы            | Полуфиналы            | Финал                 | Финал                 |
| Дисциплина        | Спортсменка      | Время                 | Место                 | Время          | Место          | Время                 | Место                 | Время                 | Место                 |
| ----------------- | ---------------- | --------------------- | --------------------- | -------------- | -------------- | --------------------- | --------------------- | --------------------- | --------------------- |
| бег на 100 метров | Франсуаза М’Пика | 12,54                 | 4                     | 12,60          | 8              | Завершила выступление | Завершила выступление | Завершила выступление | Завершила выступление |
| бег на 200 метров | Франсуаза М’Пика | 25,05                 | 30                    | 24,97          | 7              | Завершила выступление | Завершила выступление | Завершила выступление | Завершила выступление |